# Marcello Montecchi
Marcello Montecchi (* 1962 in Basel-Stadt, Schweiz) ist ein Schweizer Schauspieler.

## Biografie
Montecchi kam als Sohn einer Schweizerin und eines italienischen Gastarbeiters zur Welt. Der Vater verliess früh die Familie und kehrte nach Italien zurück. Montecchi wuchs bei seinen Grosseltern mütterlicherseits auf und absolvierte nach der Schulzeit eine Lehre als Elektromonteur. Diesen Beruf übte er allerdings nie aus, sondern verdiente seinen Lebensunterhalt mit Gelegenheitsjobs und befasste sich eingehend mit Literatur und Musik. Er verkehrte vermehrt in Künstlerkreisen und stand des Öfteren als Statist auf der Bühne. Angespornt durch Theaterkollegen nahm er Schauspielunterricht, setzte sich bei einem Vorsprechen am Stadttheater Solothurn durch und bekam seinen ersten Vertrag als Schauspieler.
Montecchi nahm verschiedene Gastrollen unter anderem am Theater Basel und am Schauspielhaus Bonn an. Anfang der 1990er Jahre gründete er mit Regula von Euw eine eigene Theatercompagnie und setzte mit dieser Georg Büchners Erzählung „Lenz“ und Samuel Becketts „Ein Stück Monolog“ in ein Bühnenstück um. Die Dramaturgie übernahm Michael Kohlenbach.
Des Weiteren gastierte Montecchi an verschiedenen Theatern im In- und Ausland. An der Jazzschule Basel erweiterte er sein musiktheoretisches Wissen, nahm zudem Gesangs- und Schlagzeugunterricht und komponierte für Theater- und Kunstprojekte. Der Umgang mit Musikprogrammen weckte sein Interesse an der kreativen Arbeit am Computer vor allem in Bezug auf Vertonung und Schnitt von Videofilmen. Auch bei den eigenen Projekten verlegte er den Schwerpunkt jetzt auf AV-Medien. Multimediale Kunstprojekte entstanden, die die Theaterproduktionen ablösten. In der Folge begann er sich auch als Schauspieler für den Film zu interessieren.
Montecchi ist mit der Künstlerin Regula von Euw verheiratet und lebt in Basel sowie in Baiso (Italien), wo ein Teil seiner italienischen Familie beheimatet ist.

## Filmografie

### Kinofilme
- 2012 Wie zwischen Himmel und Erde
- 2008 Geld oder Leben[3]

### Fernsehfilme
- 2011 Tatort – Wunschdenken
- 2011 Silberkiesel – Hunkeler tritt ab
- 2004 Leben auf Kredit

### Kurzfilme
- 2008 Missio Canonica
- 2007 Stadtrand
- 2005 Anmerkungen
- 2003 Center of the City
- 2003 Das Vorstellungsgespräch
- 2002 Vaterschaftstest